# آسیاب آبی تدرویه شماره ۱
آسیاب آبی تدرویه شماره ۱ مربوط  به دوره صفویه-قاجاریه است و در جنوب شرقی روستای تدرویه، بخش مرکزی، شهرستان بستک، استان هرمزگان واقع شده‌است. این اثر در تاریخ ۲۴ اسفند ۱۳۸۴ با شمارهٔ ثبت ۱۵۳۸۰ به‌عنوان یکی از آثار ملی ایران به ثبت رسیده‌است.